# Szíria az 1968. évi nyári olimpiai játékokon
Szíria a mexikói Mexikóvárosban megrendezett 1968. évi nyári olimpiai játékok egyik részt vevő nemzete volt. Az országot az olimpián 1 sportágban 2 sportoló képviselte, akik érmet nem szereztek.

## Birkózás
Kötöttfogású
| Versenyző      | Versenyszám | 1. forduló                        | 2. forduló                    | 3. forduló                         | 4. forduló        | 5. forduló        | Döntő             | Helyezés    |
| Versenyző      | Versenyszám | Ellenfél Eredmény                 | Ellenfél Eredmény             | Ellenfél Eredmény                  | Ellenfél Eredmény | Ellenfél Eredmény | Ellenfél Eredmény | Helyezés    |
| -------------- | ----------- | --------------------------------- | ----------------------------- | ---------------------------------- | ----------------- | ----------------- | ----------------- | ----------- |
| Ahmed Chahrour | 52 kg       | Mohamed Salem Mongued (RAU) · 2-2 | Leonel Duarte (POR) · 0.5-3.5 | Vlagyimir Bakulin (URS) · kizárták | kiesett           | kiesett           | kiesett           | helyezetlen |
| Mahmoud Balah  | 78 kg       | Tasiro Tosiró (JPN) · 1-3         | Peter Nettekoven (FRG) · 3-1  | visszalépett                       | kiesett           |                   | kiesett           | helyezetlen |